# Edmond Koyanouba
 (août 2023).
Pour les articles homonymes, voir Edmond.
Edmond Koyanouba, né le 10 janvier 1995 au Tchad est un joueur tchadien de basket-ball évoluant au CAM Enrique Soler dans la ligue Liga EBA, quatrième niveau du championnat en Espagne.

## Biographie
Il commence le basket-ball dans les années 2010 dans les playground de N’Djaména où il est très rapidement remarqué par un coach formateur. Celui-ci, grâce à ses contacts dans le milieu du basket-ball européen, lui obtient une bourse de formation pour l’Espagne. il rejoint ainsi ce pays en 2011, à l’âge de 16 ans.
Edmond Koyanouba évolue dans différents clubs des championnats espagnols :  Ferrol, Blancos de Rueda, Marin, Fundación Baloncesto Valladolid, Myrtia et ICOM UDEA Algeciras pour la saison 2018-2019,, terminant avec ce dernier club MVP de la cinquième journée.
Lors de la saison 2019-2020, après avoir évolué quelques jours avec Club Melilla Baloncesto, il rejoint le club de CAM Enrique Soler, avec de grosses statistiques pour sa première partie avec son nouveau club : 29 points et 24 pour une évaluation de 45,,. Il devient l'un des éléments essentiels de son équipe. Pour la saison 2020-2021, le club obtient son accession au niveau supérieur, en LEB Plata. Il est auteur durant celle-ci de 12,8 points à 65,3 % de réussite aux tirs, 10,9 rebonds et 0,3 passe pour une évaluation de 21,2 en 24,5 minutes.
Avec la sélection du Tchad, il participe aux éliminatoires à la  coupe du monde 2019.

La saison 2020/2021, il portera les couleurs du Club Bàsquet L'Hospitalet pour lequel il vient de rejoindre en juillet 2020.